# Marionina schrijversi
Marionina schrijversi är en ringmaskart som beskrevs av Healy 1997. Marionina schrijversi ingår i släktet Marionina och familjen småringmaskar.
Artens utbredningsområde är Kenya. Inga underarter finns listade i Catalogue of Life.